# Lonchoptera megaloba
Lonchoptera megaloba är en tvåvingeart som beskrevs av Klymko 2008. Lonchoptera megaloba ingår i släktet Lonchoptera och familjen spjutvingeflugor. Inga underarter finns listade i Catalogue of Life.